# OGLE-2005-BLG-071L b
OGLE-2005-BLG-071L b — планета-гигант (3,5 масс Юпитера) вращающаяся вокруг красного карлика. Открыта в 2005 году Optical Gravitational Lensing Experiment (OGLE) методом гравитационного микролинзирования и является второй по счёту экзопланетой, открытой этим способом. В соответствии с наиболее признанной на сегодняшний день моделью аккреции ядра (англ. core accretion model), системы такого типа — состоящие их подобных Юпитеру планет, обращающихся вокруг красных карликов — являются редкими, и, предположительно, данная планета является самой тяжёлой из входящих в подобные системы.